# PVS-Studio
PVS-Studio — проприетарный статический анализатор кода для программ, написанных на С, C++, C++/CLI, C++/CX, C# и на Java. Разрабатывается ООО «ПВС».
Приложение может интегрироваться с Microsoft Visual Studio, Visual Studio Code, IntelliJ IDEA, Rider, CLion, SonarQube, DefectDojo, Jenkins, TeamCity, IncrediBuild, Qt Creator и даже с неподдерживаемыми.
Существует несколько вариантов бесплатного лицензирования статического анализатора кода PVS-Studio. Бесплатной лицензией могут воспользоваться открытые проекты, маленькие закрытые проекты, публичные специалисты по безопасности и обладатели статуса Microsoft MVP.
Анализатор PVS-Studio разрабатывается с учётом требований, предъявляемых к статическим анализаторам в ГОСТ Р 71207–2024 (Статический анализ программного обеспечения. Общие требования).